# 01011001
01011001 es el séptimo álbum de estudio del proyecto del neerlandés Arjen Lucassen, Ayreon. «01011001» es la forma binaria número 89, que se corresponde con la letra Y en el código ASCII. Como todos los álbumes de Lucassen, 01011001 es un álbum conceptual basado en la misma historia desarrollada en anteriores trabajos de la banda, como Into the Electric Castle, The Universal Migrator o The Human Equation, que se emplaza en el planeta Y (de ahí el nombre en binario del disco). En este trabajo participan diecisiete vocalistas, incluyendo al propio Lucassen. Suele considerarse como uno de los mejores trabajos de Ayreon, junto con The Human Equation e Into the Electric Castle [cita requerida].

## Trama
Este álbum sigue dos historias: la primera cuenta la historia del planeta Y, los «Forever of the Stars» o Eternidad de las Estrellas, una comunidad que habría creado a la humanidad para redescubrir sus sentimientos; mientras que la segunda es una serie de canciones separadas que nos cuentan la vida de diversas personas en la Tierra.

### Disco 1 - Y

#### Age of Shadows
La historia de este CD comienza con los Forever lamentándose por su planeta de origen, Y. Un Forever (Tom Englund) dice que «Nunca lo vieron venir», mientras que otros (Steve Lee y Daniel Gildenlöw) cuentan que dependían de máquinas para evolucionar, máquinas que ahora «Manchaban el sol». Otros dos Forevers (Hansi Kürsch y Floor Jansen) señalan que, como resultado de una mecanización extrema, habían perdido todos los sentimientos y emociones, mientras que otros dos Forever se muestran sin esperanzas (Jonas Renkse y Anneke van Giersbergen) para el futuro, diciendo que son prisioneros y que no esperan a nadie. Pronto, un nuevo Forever (Jørn Lande) se une a los representados por Steve y Daniel. Los Forever envían su llamado de atención al universo en código binario diciendo HELP, FOREVER, y SOS. Esto es referenciado en la sección cantada por Anneke van Giersbergen. Esta sección cuenta con un código binario que representa las palabras «HELP» (la parte de ceros y unos), «FOREVER» (la parte de «encendidos» y «apagados», donde encendido = 1 y apagado = 0), y "SOS" (la parte de sí y no, donde sí = 1 y no = 0).

#### Comatose
Esta canción es una suerte de conversación cantada entre los Forever de Anneke y Jørn. La de Anneke sostiene que no hay necesidad de sentir nada, mientras que el de Jørn quiere ser liberado de su estado de coma (y de allí viene el título de la canción, «Comatoso») para recuperar sus sentimientos y emociones.

#### Liquid Eternity
En esta canción, tres Forevers (Jonas, Daniel y Bob Catley) recuerdan cómo era su mundo antes de las máquinas, antes de su transformación en seres mecanizados («Una vez era un mundo, sin fin y libre/eterno y azul/de miedo y consternación»). Aparece otro Forever (Magali Luyten), recordando la «Liquid Eternity» ('Eternidad Líquida') que ellos ocupaban. El Forever de Tom pregunta si preferirían una vida mortal, si preferirían el dolor, el peligro, la vida que aprendieron a temer. El Forever de Jørn está perdiendo la razón de vivir y el de Floor pregunta si quieren destruir "Todo lo que han alcanzado".

#### Connect the Dots
Esta es la primera canción que difiere de la historia de los Forever, ya que narra la vida de gente normal viviendo en la Tierra. El protagonista es un trabajador promedio de clase media (Ty Tabor), que relata uno de sus días en forma de canción. El tema describe cuán dejado es el protagonista, prefiriendo manejar su auto hasta el trabajo, comer comida rápida y usar demasiado el aire acondicionado. El protagonista también es mostrado como alguien desconectado de su familia, y como alguien que descarga torrents, posiblemente de forma ilegal. El coro de la canción dice que «todos sabemos» lo que está mal, pero aun así no corregimos nuestros actos mientras «vivimos el día» sin prestar atención.
A pesar de que Lucassen tiene su propio personaje en el tema número once llamado Sr. L, canta con Tabor durante el coro, no como el Sr. L sino como la conciencia del trabajador.

#### Beneath the Waves
1. «Beneath the Waves» («Bajo las olas»)
2. «Face the Facts» («Enfrenta los hechos»)
3. «But a Memory...» («Más que el recuerdo...»)
4. «World Without Walls» («Mundo sin muros»)
5. «Reality Bleeds» («La realidad sangra»)

Este tema regresa a la historia de los Forever, con los personajes de Daniel, Bob, Anneke, Floor, Steve, Jørn y Tom aún recordando cómo era vivir en su antiguo planeta, sin fronteras, sin muros, en su "Tierra de la libertad". En la segunda parte, los Forevers de Hansi y Anneke tratan de empujar a los otros a actuar, comprendiendo que su futuro es negro y que no hay vuelta atrás. Aun así, los otros Forever están ensimismados en sus recuerdos.

#### Newborn Race
1. «The Incentive» («El incentivo»)
2. «The Vision» («La visión»)
3. «The Procedure» («El procedimiento»)
4. «Another Life» («Otra vida»)
5. «Newborn Race» («Ráza recién nacida»)
6. «The Conclusion» («La conclusión»)

Mientras que el Forever de Floor quiere regresar «A cuando vivían otra vida», el de Daniel piensa, buscando un modo de continuar viviendo y de revivir el pasado. El Forever de Tom sugiere que «Explore la vastedad del espacio» y es apoyado por el de Jonas, que dice que deberían intentar ya que su vida se les está yendo. El Forever de Bob aconseja el uso de sus semillas. Mientras que el personaje de Hansi espera que su ADN algún día llegue a algún mundo, el de Jørn se pregunta si es correcto crear y destruir vida. El Forever de Jonas corre a los otros, mientras que el de Bob se confía en el control absoluto. El Forever de Jørn no cree que tengan suerte. Sobre el final, el personaje de Jørn es persuadido para hacer esto, y el de Daniel dice que han encontrado una forma de «Despertar la nación que ha muerto».

#### Ride the Comet
Los preparativos para la partida de las semillas están listos. Los Forever de Jørn, Floor, Tom, Jonas y Bob desean suerte a sus «Pequeños extremófilos» para que lleguen a algún planeta, viajando en un cometa. El Forever de Magali dice que las semillas deben continuar sus genes, «Atravesar esferas inexploradas», «Viajar tras el rastro del Migrador» (Escuchar el álbum de «Flight of the Migrator» de Ayreon para comprender mejor).

#### Web of Lies
Esta es la segunda canción en la trama de los humanos. Narra la historia de Simone (Simone Simons) y PX (Phideaux Xavier), dos usuarios de un sitio de citas de Internet que se enamoran. Simone es mucho más apasionada. Sabiendo que PX es el hombre de su vida, ella sufre porque él no le contesta, y no puede dormir. Once días después, PX contesta, diciendo que ya vio sus fotos, que se ve hermosa. Él también se siente solo, cree que el destino los unió y que son el uno para el otro. De todos modos, para cuando él contesta, Simone ya está enamorada de otro hombre, llamado OL.
Arjen Lucassen ha confirmado que "OL" se refiere al novio de Simone, Oliver Palotai.
Ésta es la tercera canción que Lucassen escribe criticando el uso excesivo y masivo de las computadoras, siendo el primero "Computer Reign (Game Over)" de The Final Experiment y el segundo "Computer Eyes" en Actual Fantasy.
Al comienzo de esta canción, tras el sonido ambiental del módem, suena la canción "Valley of the Queens" del álbum Into the Electric Castle.

### Disco 2 - EARTH

#### The Fifth Extinction
1. "Glimmer of Hope" ('Rayo de esperanza')
2. "World of Tomorrow Dreams" ('Mundo de los Sueños de Mañana')
3. "Collision Course" ('Curso de colisión')
4. "From the Ashes" ('Desde las cenizas')
5. "Glimmer of Hope (Reprise)" ('Rayo de esperanza (repetición)')

Los Forever están contentos y esperanzados con su plan, confiando en su éxito para vivir de nuevo como en el pasado. Repentinamente, el Forever de Tom se encuentra (o más bien ve desde el Planeta Y) el planeta perfecto para plantar las semillas. El personaje de Steve sugiere eliminar todo tipo de forma de vida que pueda llegar a amenazar a su preciado ADN, y el de Daniel apoya la idea argumentando que han esperado demasiado tiempo, aunque el de Jørn cuestiona de nuevo el hecho de aniquilar vida, diciendo que no es su derecho. Entretanto, los Forever representados por Bob y Hansi se alegran de las noticias. El Forever de Tom ve que las formas de vida peligrosas eran meramente reptiles (dinosaurios), una forma con poca inteligencia, pero el de Jørn responde preguntando qué los hace superiores para matar a otros seres, inclusive señalando que esto no los hará mejores seres. Eventualmente, el cometa llega a la Tierra, matando a los dinosaurios y dispersando una nube de humo y cenizas. Los forevers de Jonas y Hansi notan que el planeta está "desnudo y frío", pero los de Tom, Daniel, Bob, Steve, Floor y Jørn los reconfortan, mientras ven que el humo se aleja y el cielo se hace más brillante. El personaje de Floor los empuja a pasar a la próxima fase del experimento, y el de Daniel concluye la canción diciendo que "la suerte está echada, estamos vivos".

#### Waking Dreams
Esta canción cuenta los tiempos donde los humanos, ya formados de las semillas del cometa, no han despertado. El Forever de Jonas inicia algunos procesos en las mentes de las semillas ("Alimentaremos vuestras mentes") para insertar colores, sensaciones, emociones, etc. El Forever de Anneke dice a las semillas que se mantengan tranquilas mientras lo hacen, y que "Naveguen por la corriente mientras bailo sobre las olas de un sueño despierto, mientras pasa frente a ustedes". El Forever de Jonas les dice que "Vivan el sueño que hemos estado soñando".

#### The Truth is In Here
Ésta es la tercera canción que difiere del arco de los Forever. En esta ocasión, los protagonistas son el Sr. L (Arjen Lucassen), un hombre con problemas mentales que está en un asilo, y su enfermera (Liselotte Hegt). Mr. L tuvo un sueño extraño por varias noches, mostrándole visiones del mundo futuro, advirtiéndole del devenir del hombre, contando sobre asombrosos viajes por las estrellas, una vida bajo las olas y frías máquinas alzándose desde la profundidad. La reacción de su enfermera ante estas revelaciones es una de indiferencia, preguntándole si se tomó sus medicamentos, si se siente bien, pidiéndole que se relaje, e incluso sugiriendo un aumento en las dosis de sus medicamentos. Luego, el Sr. L, que revela que le han hablado en sus sueños, asegura que "la verdad está allí afuera/aquí dentro", mientras que la enfermera le pregunta "¿Por qué deberíamos creerte?" y lo obliga a tomar otra pastilla. Al final, el Sr. L está asustado, gritando que son todos clones, al tiempo que la enfermera lo tranquiliza, asegurándole que están solos.
En los versos, el Sr. L alude a otros CD de Ayreon: la primera estrofa describe las experiencias del personaje Ayreon en The Final Experiment, la segunda incluye líneas de Into the Electric Castle sugiriendo que el Sr. L es el Hippie de ese álbum (cosa que es así, ya que Lucassen interpretó dicho personaje), y en la tercera se hacen alusiones a otras canciones en 01011001. Además, varias líneas parecen referencias a "The Human Equation", con el Sr. L diciendo que "pueden vivir en mi cabeza, sintiendo todo lo que siento dentro" y que "me hablan en sueños, puede ver todo lo que veo, siempre han sido mi guía", recordando las emociones del protagonista de "The Human Equation" que le hablan a este y el misterioso final del CD donde se sugiere que todo había sido obra de un Forever.
La "L" del Sr. L se refiere a "Lucassen", y es el nuevo profeta prometido por Merlín y predicho por Ayreon.

#### Unnatural Selection
Regresando a la historia de los Forever, el personaje de Tom nota que los humanos deben ser ayudados a evolucionar más rápido o que morirán antes que tengan oportunidad de vivir. El Forever de Steve sostiene que esto llevará a su perdición, tal como la tecnología de los Forevers lentamete los llevó a convertirse en máquinas sin sentimientos. El de Tom no quiere cambiar de opinión, ya que ve a los humanos muriendo por enfermedades, y el Forever de Steve también mantiene su posición, diciendo que las consecuencias serían sobrepoblación y un gran abuso. Por otro lado, los Forevers de Bob y Jørn admiran la nueva forma de vida, mientras que el de Hansi señala que es mejor morir en un mundo que vive que vivir en uno que lentamente muere. Luego de que finalmente se decidieran a avanzar los conocimientos de la humanidad, los personajes de Bob y Steve discuten cómo los humanos usarían los dones que los Forever les dieron, tales como la ciencia (para hacer bombas), la razón (para quemar el planeta), el arte (para crear armas nucleares), la percepción (para degradar y esclavizar), la sabiduría (para destruir todo a su alcance) y la palabra (para desordenar el mundo). Finalmente, se preguntan "Les dimos sueños, ¿y qué soñaron?". Para concluir, el Forever de Jonas sugiere poner un fin a todo esto y salvar las vidas que han arruinado.
En el medio de la canción, cinco fragmentos de discursos pueden ser oídos, pronunciados por John F. Kennedy, Al Gore, George H. W. Bush, Franklin Delano Roosevelt y Winston Churchill.

#### River of Time
Los Forevers de Bob y Hansi analizan las posibilidades de salvar a la humaidad, concluyendo que hay posibilidades de salvarlos. Enviarán visiones de las guerras y el horror a la humanidad para rehacer el presente, alterar el pasado, y crear un nuevo futuro.

#### E=MC2
Ésta es la cuarta y última canción fuera de la historia de los Forevers. Un científico del siglo XXI (Wudstik) recibe las visiones de los Forevers ("Todo me llegó al despertar de un sueño") y decide enviar proyecciones de la caída de la humanidad al pasado con la ayuda de los conocimientos otorgados en las visiones, creando el "Time Telepathy Experiment" o 'Experimento de Telepatía Temporal' mencionado en The Final Experiment. Su compañera, otra científica del siglo XXI (Marjan Welman) señala que es la última oportunidad del hombre para sobrevivir, que si todo falla la humaidad será consumida por su propia maquinaria de guerra. La respuesta es romper la ecuación de E=MC2. Su primer intento falla, enseñándoles que no tienen control sobre dónde irán a parar las visiones. El segundo intento es un éxito, llevando a los hechos del CD The Final Experiment, pero al final el cambio es pequeño. ("Lo he enviado pero nada cambia/solo alguna línea en algún antiguo cuento.") La canción termina con un clip distorsionado de The Final Experiment, con la voz de Merlín que dice "El resultado del Experimento Final ha sido situado en tus manos" (The Outcome of the Final Experiment has now been placed in your hands) el cual se puede escuchar en la canción final del álbum The Final Experiment: "Ayreon's Fate"

#### The Sixth Extinction
1. "Echoes on the Wind" ('Ecos del viento')
2. "Radioactive Grave" ('Tumba radioactiva')
3. "2085"
4. "To the Planet of Red" ('Al planeta rojo')
5. "Spirit on the Wind" ('Espíritu en el viento')
6. "Complete the Circle" ('Completa el círculo')

Regresando por fin al punto de vista de los Forever, el personaje de Tom dice que ha llegado la hora final de la humanidad y que "se decidirá todo". El Forever de Steve dice que la evolución de la humaidad finalmente ha llegado a su tope, y que el Experimento Final ha sido un fracaso. Todos los Forevers se lametan por cómo ha sufrido la humanidad en la guerra de 2084, y ven que sus miedos han sido efectivamente confirmados; que debido a su interferencia la humaidad se ha destruido a sí misma. A pesar de que todas sus esperanzas fueron destruidas, los Forevers se dan cuenta de que a través del experimento de insertar vida en la tierra lograron recordar sus emociones perdidas. Al final, ve que el último humano (quien vive en la colonia en Marte, en el CD "The Universal Migrator") logrará liberar su espíritu, tal y como los Forevers querían ("Es el último hombre vivo/Sabiendo que no sobrevivirá/Deja ir el pasado para reclamar el futuro/y pronto liberará su espíritu en el viento"). Con la tierra hecha un desastre y quemada tras la guerra final de la humanidad, los Forevers ruegan al Migrador Universal para que complete el círculo y les regrese sus vidas ("Complétanos, alma del Migrador/Sígueme a casa, completa el círculo").

## Lista de canciones

### Disco 1 - Y
1. "Age of Shadows" − 10:47
  1. "We Are Forever"
2. "Comatose" − 4:26
3. "Liquid Eternity" − 8:10
4. "Connect the Dots" − 4:13
5. "Beneath the Waves" − 8:26
  1. "Beneath the Waves"
  2. "Face the Facts"
  3. "But a Memory..."
  4. "World Without Walls"
  5. "Reality Bleeds"
6. "Newborn Race" − 7:49
  1. "The Incentive"
  2. "The Vision"
  3. "The Procedure"
  4. "Another Life"
  5. "Newborn Race"
  6. "The Conclusion"
7. "Ride the Comet" − 3:29
8. "Web of Lies" − 2:50

### Disco 2 - EARTH
1. "The Fifth Extinction" − 10:29
  1. "Glimmer of Hope"
  2. "World of Tomorrow Dreams"
  3. "Collision Course"
  4. "From the Ashes"
  5. "Glimmer of Hope (reprise)"
2. "Waking Dreams" − 6:31
3. "The Truth Is In Here" − 5:12
4. "Unnatural Selection" − 7:15
5. "River of Time" − 4:24
6. "E=MC²" − 5:50
7. "The Sixth Extinction" − 12:18
  1. "Echoes on the Wind"
  2. "Radioactive Grave"
  3. "2085"
  4. "To the Planet of Red"
  5. "Spirit on the Wind"
  6. "Complete the Circle"

## Personal

### Vocalistas

#### Forever
- Todos estos vocalistas aparecen en el libro del disco con un símbolo asociado, reproducido entre paréntesis.

- Hansi Kürsch (Blind Guardian, Demons & Wizards) (Cruz celta)
- Daniel Gildenlöw (Pain of Salvation) (®)
- Tom S. Englund (Evergrey) (Rayo)
- Jonas Renkse (Katatonia) (Pentagrama)
- Jørn Lande (Masterplan, ARK) (Cuervo)
- Anneke van Giersbergen (Agua de Annique, ex-The Gathering)(corazón)
- Steve Lee (Gotthard) (Yin y yang)
- Bob Catley (Magnum) (Molinillo de viento)
- Floor Jansen (After Forever, Star One Nightwish ) (Ω)
- Magali Luyten (Beautiful Sin, Virus IV) (Media luna)

#### Humanos
- Simone Simons (Épica)
- Phideaux Xavier
- Wudstik
- Marjan Welman (Elister)
- Arjen Anthony Lucassen
- Liselotte Hegt (Dial)
- Ty Tabor (King's X)

### Instrumentalistas
- Arjen Anthony Lucassen - Guitarra, teclados, sintetizador, bajo, programación
- Ed Warby (Gorefest) - Batería y percusión
- Lori Linstruth (ex-Stream of Passion) - Solo de guitarra en "Newborn Race"
- Michael Romeo (Symphony X) - Solo de guitarra en "E=MC²"
- Derek Sherinian (Planet X, Yngwie Malmsteen, ex-Dream Theater) - Solo de teclado en "The Fifth Extinction"
- Tomas Bodin (The Flower Kings) - Solo de teclado en "Waking Dreams"
- Joost van den Broek (After Forever) - Solo de teclado y piano en "The Sixth Extinction"
- Jeroen Goossens (Flairck) - Flauta
- Ben Mathot (Dis) - Violines
- David Faber - Cellos